# Jan Klemens Branicki

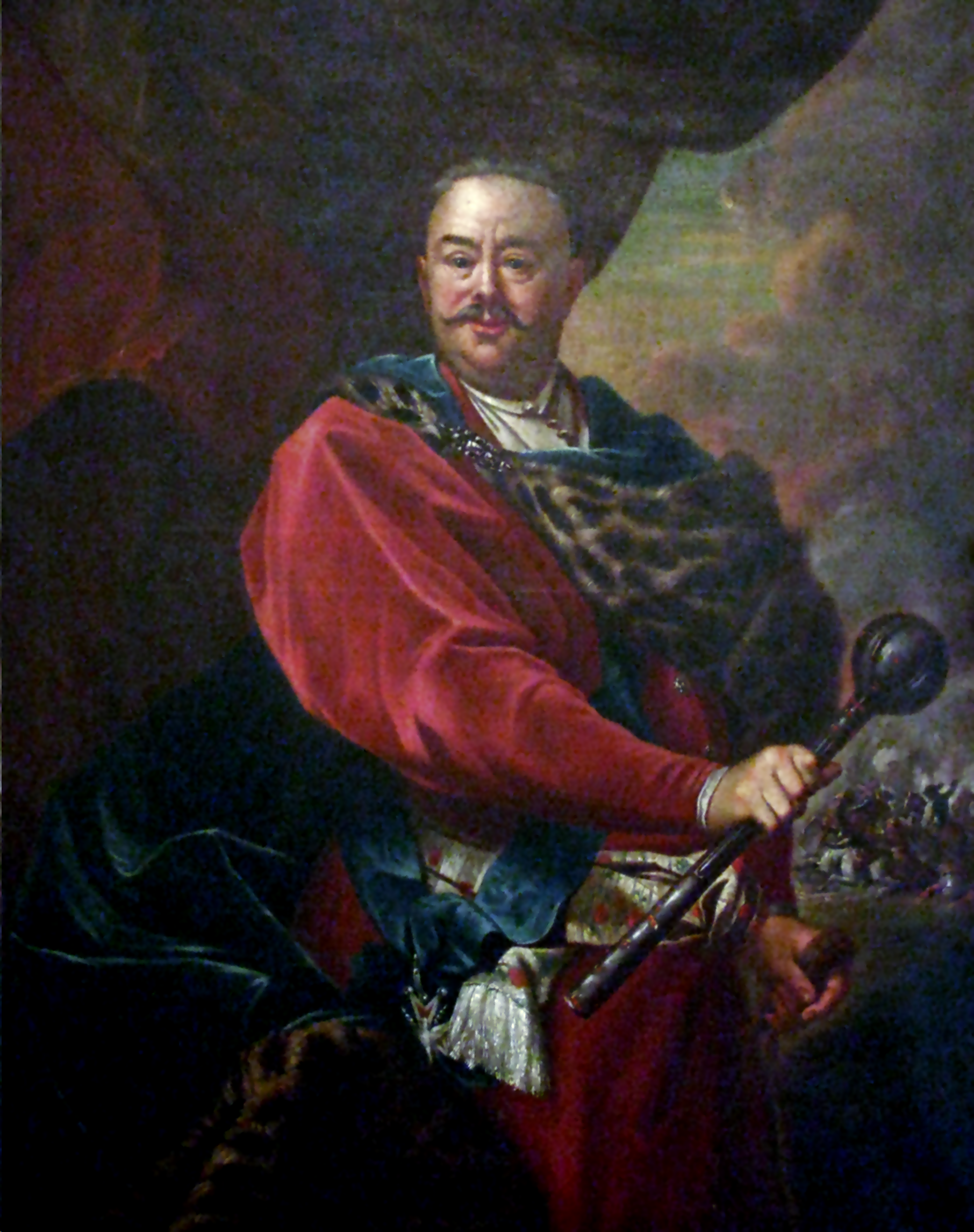
Jan Klemens Branicki

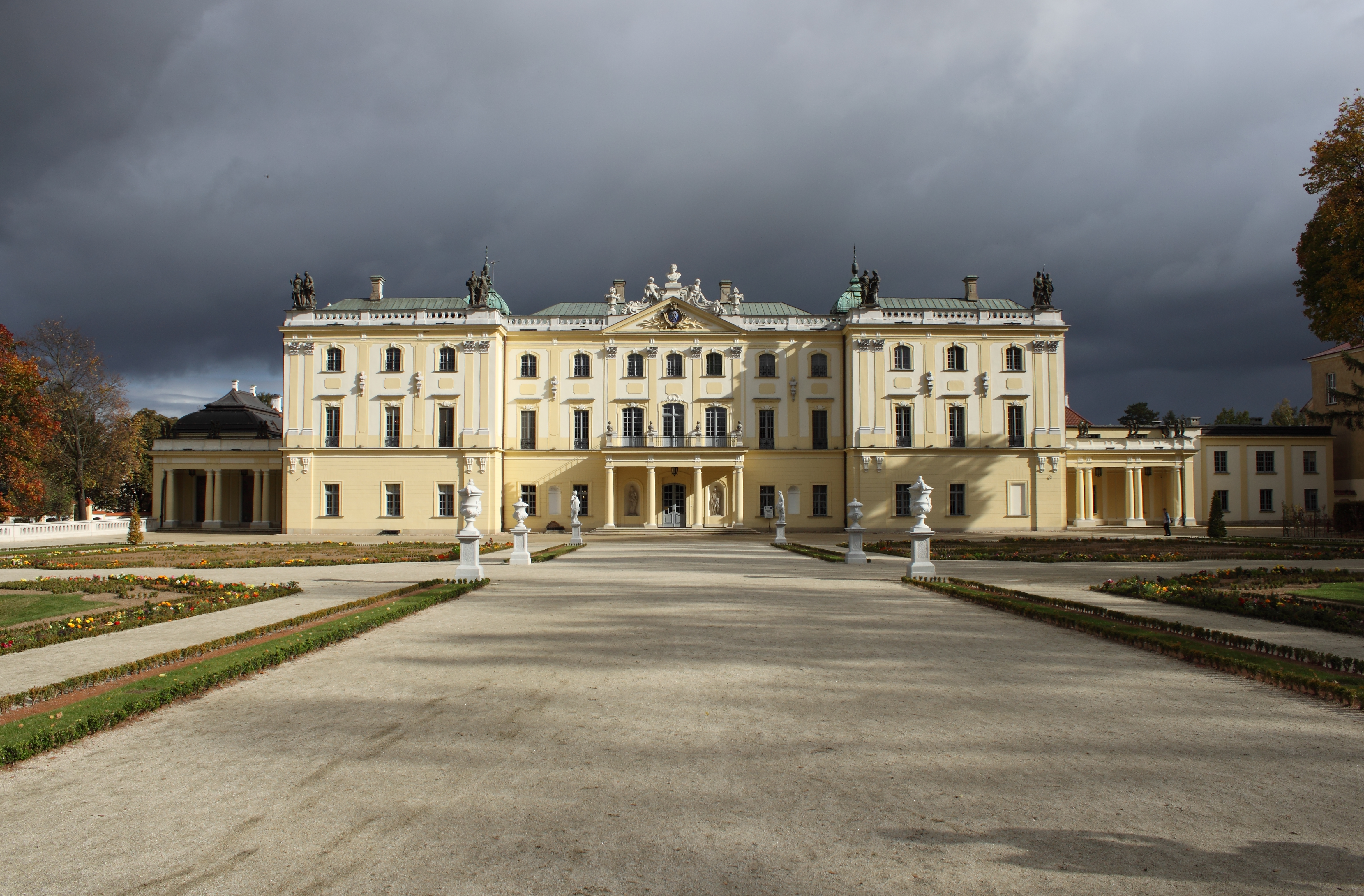
Branicki-Palast (Białystok)

Graf Jan Klemens von Branicki (spr. -itzki) (aus dem Magnatengeschlecht Gryf; * 1689 in Tykocin; † 9. Oktober 1771 in Białystok) war ein Großhetman der polnischen Krone.

## Leben und Wirken
Er diente in seiner Jugend im französischen Heer, kehrte 1715 nach Polen zurück und gehörte zu der Konföderation, die August II. 1716 zwang, die sächsischen Truppen zu entlassen. Von August III. zum Starosten, Großhetman der Krone, Kastellan von Krakau und ersten weltlichen Senator ernannt, gehörte er nach dessen Tod 1763 zur republikanischen Partei und sollte selbst König werden, musste aber vor der von Russland und Preußen unterstützten monarchischen Partei der Czartoryski fliehen, worauf er sich in Ungarn aufhielt, bis er 1765 unter König Stanislaus II., seinem Schwager, zurückkehren durfte.